# 鯙亞目
鯙亞目為輻鰭魚綱鰻鱺目的一個亞目。

## 分類
鯙亞目下分3科，如下：
- 异蝮鯙科 Heterenchelyidae
- 软糯鳗科 Myrocongridae
- 鯙科 Muraenidae